# Johnny Bristol
Johnny Bristol (ur. 3 lutego 1939, zm. 21 marca 2004) – amerykański wokalista i producent muzyki soul.
Był m.in. twórcą przeboju Someday We'll Be Together (1961, z Jackey Beavers).
Jako producent współpracował m.in. z Michaelem Jacksonem, Marvinem Gaye'em, Steviem Wonderem i wieloma innymi artystami.